# Florence Delay
Florence Delay, född 19 mars 1941 i Paris, död 1 juli 2025 i Paris, var en fransk författare och skådespelare. Hon var dotter till psykiatrikern och författaren Jean Delay och studerade spanska vid Paris universitet. Som 20-åring spelade hon Jeanne d'Arc i Robert Bressons film Processen mot Jeanne d'Arc. Hon romandebuterade 1973 och har bland annat tilldelats Prix Femina, Grand Prix du Roman de la ville de Paris och Franska akademiens Prix de l'Essai. År 2000 valdes hon in i Franska akademien, där hon efterträdde Jean Guitton på stol tio.